# Nehézlábérzés (album)
A Nehézlábérzés a magyar rapper Krúbi első stúdióalbuma. 2018. március 11-én jelent meg az Universal Music Hungary kiadó által. A dalszövegek nagy részét Krúbi írta, emellett az album producere Seaside. Zenei szempontból az album a hip-hop,rap műfajba tartozik.
Egy kislemez a „Schmuck” még az album előtt megjelent. Az albumbejelentést Krúbi az Instagram oldalán tette meg.

## Az album dalai
| 1.    | PestiEst                      | Garamvölgyi Dániel Horváth Krisztián              | Seaside | 3:33 |
| 2.    | Másnap                        | Horváth Krisztián                                 | Seaside | 3:17 |
| 3.    | Fogyassz Bítószert Minden Nap | Horváth Krisztián                                 | Seaside | 2:53 |
| 4.    | Nyösz Nyösz                   | Horváth Krisztián                                 | Seaside | 4:28 |
| 5.    | Bámm                          | Horváth Krisztián                                 | Seaside | 3:31 |
| 6.    | Schmuck                       | Garamvölgyi Dániel Horváth Krisztián              | Seaside | 2:59 |
| 7.    | THC Zrt.                      | Garamvölgyi Dániel Horváth Krisztián              | Seaside | 4:56 |
| 8.    | Kari                          | Garamvölgyi Dániel Horváth Krisztián Sára Gergely | Seaside | 3:40 |
| 9.    | Klasszik Piramis              | Horváth Krisztián                                 | Seaside | 3:48 |
| 10.   | Orbán, Verd Ki a Ferinek      | Garamvölgyi Dániel Horváth Krisztián              | Seaside | 2:36 |
| 11.   | Nehézlábérzés                 | Garamvölgyi Dániel Horváth Krisztián              | Seaside | 4:51 |
| 12.   | Dobd Fel Magad                | Garamvölgyi Dániel Horváth Krisztián              | Seaside | 3:35 |
| 13.   | Egy Sírásó Viccei             | Garamvölgyi Dániel Horváth Krisztián              | Seaside | 5:05 |
| 46:32 |                               |                                                   |         |      |